# Fracara
Fracara é um gênero de traça pertencente à família Arctiidae.